# 그것은 알기 싫다
《그것은 알기 싫다》는 대한민국의 언론사인 딴지일보에서 제작·배포하는 라디오 팟캐스트였다. "딴지 제2라디오"에 속했다. 방송 이름은 SBS 시사교양 프로그램 《그것이 알고 싶다》의 패러디이다. 지금은 XSFM에서 방송을 하고 있다.
필리핀의 한인 납치사건을 다룬 이른바 '홍석동 납치사건' 을 이슈화 시키는데 크게 공헌했으며, '김규열 선장 사건' 역시 공론화 하는데도 공헌했다. 《그것은 알기 싫다》는 상대적으로 주변의 이슈를 다룬다.

## 방송 정보
2012년 10월 14일 1회가 방송됐다. UMC/UW가 진행과 프로듀서를 겸했다. 1회는 기술적인 문제로 녹음 및 업로드 이후 수 주가 지난 이후에야 팟캐스트에 등록이 완료됐다. 사운드클라우드와 팟캐스트를 통해 서비스된다. 정치,사회의 이슈에 주력하며, 정치에 관한 이야기를 하더라도 현행 이슈보다는 과거의 이슈를 다루는데 비중을 둔다. 사건/사고, 한국 근대사, 의사과학, 취업 등 다양한 주제로 방송했으며, 알기 싫지만 알아야 하는 이슈를 다룬다는 모토를 가지고 있다.
정규 회차는 16회이며, 원래 정규회차 내의 코너였던 "박정희 소백과사전"이 2회부터 분리되어 6회까지 업로드된 뒤 종료됐다. 16회는 A편과 B편으로 나뉘어 업로드 됐다. 10회와 11회 사이에는 '홍석동 납치사건'과 '김규열 선장 사건'에 관한 몇 분짜리 특별공지가 업로드됐으며, 14회와 15회 사이에도 '김규열 선장 사건'에 대한 현지 언론 보도를 소재로 한 특별공지가 올라갔다. 2014년 4월 78회차를 끝으로 딴지라디오에서 독립해 XSFM으로 이전하였다.

## 출연진
- UMC/UW: 메인MC, 프로듀서, 엔지니어
- 이용: 보조MC, 13회에서는 취재기자로서 출연했다.
- 물뚝심송: 딴지일보의 정치부장으로, 한국 현대사 및 의사과학 문제 등을 다뤘다. 또한 트윗몬으로 알려지며, 엄청난 트위터 사용양을 보여준다.
- 마사오 : 일명 기동취재담당으로 상당히 많은 직업을 가진 이력이 있으며 녹음중 로켓 그림을 즐겨 그린다고 알려져 있다. 영종도, 줄푸세 등에 취재기자로서 출연했다.

## 논란
초창기에는 제목으로 《그것은 알기싫다》를 사용했지만, 이후에는 맞춤법에 맞게 《그것은 알기 싫다》로 수정하였다.
XSFM으로 독립이후 팟캐스트 앱 내의 채널이 완전 삭제되는 일이 발생한다. UMC 프로듀서가 방송에서 밝힌 바에 따르면 원인은 알 수 없었으며 복구가 끝난 이후에도 알 수 없는 상태인 채라고 한다. 삭제의 원인을 알 수 없었기 때문에 모든 오류를 다 수정하는 방법을 사용했다고 하는데 이 과정에서 논란이 되었던 제목의 띄어쓰기도 수정이 되었다. 현재는 '그것은 알기 싫다' 로 등록된 상태이다.

## 같이 보기
- 딴지일보
- 뉴스타파